# Opius toromojaensis
Opius toromojaensis är en stekelart som beskrevs av Fischer 1983. Opius toromojaensis ingår i släktet Opius och familjen bracksteklar. Inga underarter finns listade i Catalogue of Life.